# 삼성 갤럭시 와이드8
삼성 갤럭시 와이드8(삼성 갤럭시 M16 5G)는 삼성전자가 2025년 2월에 공개한 안드로이드 스마트폰이다. 대한민국에서는 SK텔레콤 단독으로 출시되었다.